# Civic Duty
Civic Duty är en amerikansk thrillerfilm från 2006.

## Handling
Terry Allen, en vanlig amerikansk medborgare som pumpas full av information om terrorism via kabel-tv och blir paranoid mot sin irakiska granne. När FBI inte vill hjälpa honom tar han lagen i egna händer. Peter Krause från Six Feet Under och Richard Schiff från Vita Huset spelar huvudrollerna.

## Rollista
| Peter Krause
| Terry Allen
| Khaled Abol Naga
| Gabe Hassan
| Richard Schiff
| Agent Tom Hillary
| Kari Matchett
| Marla
| Ian Tracy
| Lt Lioyd
| P. Lynn Johnson
| Govenor Bradley